# Tournoi qualificatif de l'OFC des moins de 17 ans 1983
Navigation
Taiwan 1986
Le tournoi qualificatif de l'OFC des moins de 17 ans 1983 est la toute première édition du tournoi qualificatif de l'OFC des moins de 17 ans qui a eu lieu à Auckland, en Nouvelle-Zélande du 3 au 10 décembre 1983. Le vainqueur obtient une qualification automatique pour la première Coupe du monde des moins de 17 ans, qui aura lieu en Chine en 1985. 
L'Australie remporte le titre et se qualifie donc pour la Coupe du monde.

## Équipes participantes
- Nouvelle-Zélande - Organisateur
- Australie
- Taïwan
- Fidji
- Tahiti
- Nouvelle-Calédonie

## Résultats
Les 6 équipes participantes sont réparties en une poule unique où chaque équipe rencontre ses adversaires une fois. À l'issue des rencontres, le premier de la poule se qualifie pour la Coupe du monde.
| Rang | Équipe             | Pts | J | G | N | P | Bp | Bc | Diff |  | Résultats (▼ dom., ► ext.) |  |     |     |     |     |     |
| ---- | ------------------ | --- | - | - | - | - | -- | -- | ---- |  | -------------------------- |  | --- | --- | --- | --- | --- |
| 1    | Australie          | 10  | 5 | 5 | 0 | 0 | 22 | 2  | +20  |  | Australie                  |  | 2-1 | 3-0 | 4-0 | 4-1 | 9-0 |
| 2    | Nouvelle-Zélande   | 7   | 5 | 3 | 1 | 1 | 7  | 2  | +5   |  | Nouvelle-Zélande           |  |     | 1-0 | 1-0 | 0-0 | 4-0 |
| 3    | Taïwan             | 5   | 5 | 2 | 1 | 2 | 11 | 4  | +7   |  | Taïwan                     |  |     |     | 3-0 | 8-0 | 0-0 |
| 4    | Nouvelle-Calédonie | 4   | 5 | 2 | 0 | 3 | 6  | 12 | -6   |  | Nouvelle-Calédonie         |  |     |     |     | 4-3 | 2-1 |
| 5    | Fidji              | 2   | 5 | 0 | 2 | 3 | 6  | 18 | -12  |  | Fidji                      |  |     |     |     |     | 2-2 |
| 6    | Tahiti             | 2   | 5 | 0 | 2 | 3 | 3  | 17 | -14  |  | Tahiti                     |  |     |     |     |     |     |

- L'Australie se qualifie pour la Coupe du monde des moins de 17 ans.

## Sources et liens externes
- (en) Feuilles de matchs et infos sur RSSSF